# Tomol

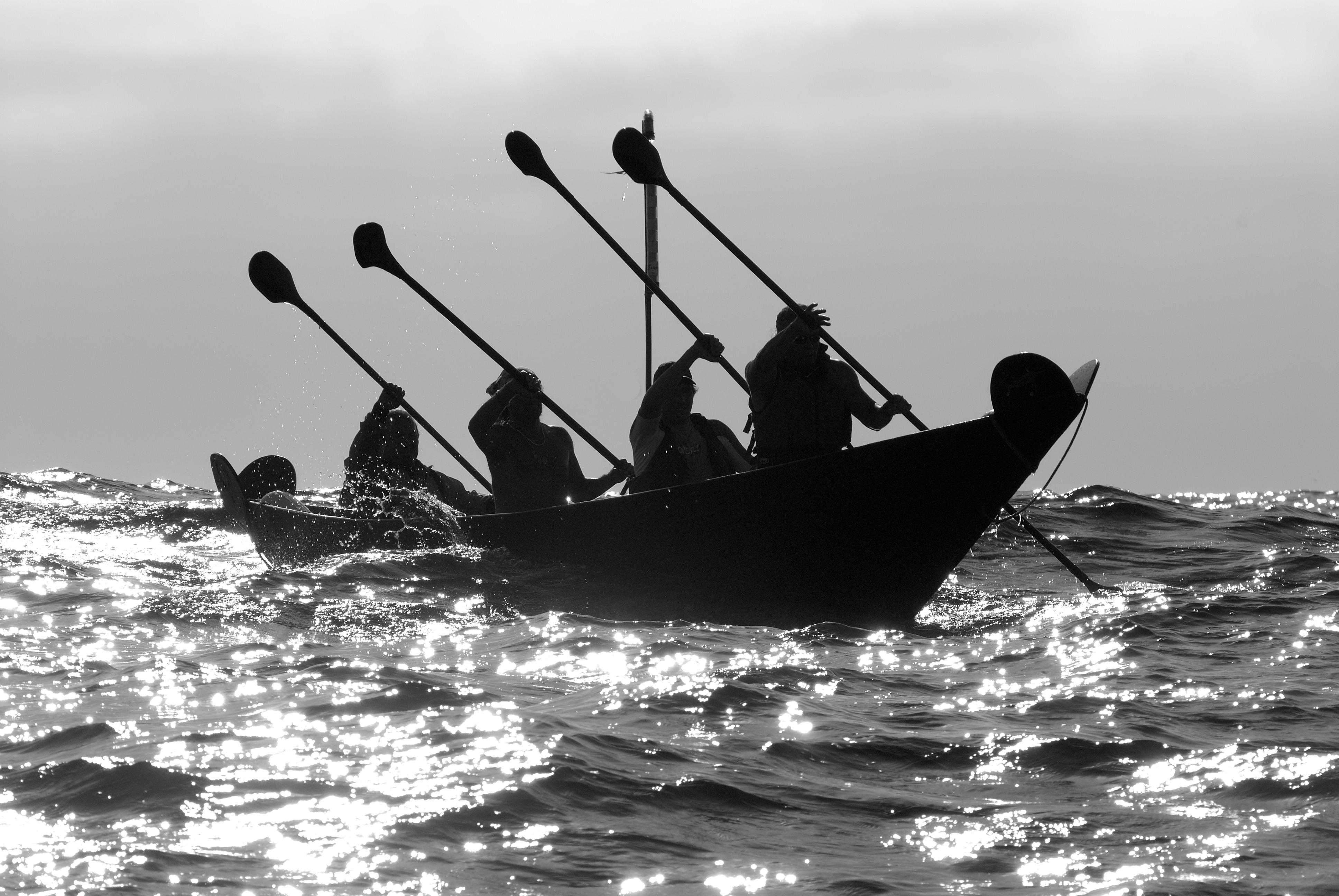
Remadores haciendo el cruce a la Isla de Santa Cruz a bordo el reconstruido Tomol ‘Elye'wun, en 2006.

Tomoles son barcas construidas de tablas de madera, utilizados por los indígenas Chumash y Tongva en el área de Santa Bárbara y Los Ángeles. Eran también llamados tii'at por los indígenas Tongva. Tomoles tenían una longitud de 8–30 pies (2.4–9.1 m). Eran especialmente importantes porque ambas tribus confiaron en el mar para sostenerse.

## Construcción
Tomoles eran preferentemente construidos de madera de secuoya que había ido a la deriva hacia la costa. Cuándo la madera de secuoya carecía, el pino nativo local era utilizado. Cuándo partían la madera los artesanos buscarían tablas rectas sin hoyos, después lijaban la madera con piel de tiburón. Para juntar la madera hacían perforaciones en las tablas para atarlas. Finalmente, calafateaban las perforaciones con 'yop', una mezcla de alquitrán duro y resina de pino derretida y luego hervida. Pintura roja y mosaicos de concha eran añadidos como decoraciones.

## Capacidades y uso
Tomoles se remaban con paletas y los remadores agachadosa, a diferencia de los kayaks donde el remador se sienta. Eran muy maniobrables. Los Chumash y Tongva los utilizaban para remar a las Islas del Canal a través de rutas establecidas. Eran tan útiles que dieron lugar a una clase nueva, más notablemente mostrado en gremios como la Hermandad del Tomol.

## Reconstrucciones
El Museo de Santa Bárbara de la Historia Natural, el Museo Marítimo de Santa Bárbara, y La Asociación Marítima de California tienen tomoles construidos por los descendientes indígenas Chumash.

## Recursos
- https://web.archive.org/web/20040626200523/http://www.mms.gov/omm/pacific/kids/watercraft.htm
- Californian Indian Watercraft de Richard W Cunningham (ISBN 0-945092-01-6) 1989
- Tomol: Chumash Watercraft as Described in the Ethnographic Notes of John P Harrington, 1978. Este libro tiene 7 páginas de referencias.

- Datos: Q7820174
- Multimedia: Chumash tomols / Q7820174